# 日本のミカタ
日本のミカタ（にほんのみかた）は日本テレビと一部系列局で2001年10月7日から2002年3月31日まで毎週日曜午後1:00 - 1:30に放送された番組である。『とりあえずイイ感じ。』の後番組。
この枠は日本テレビ若手ディレクター育成枠として位置付けられ、若手局員の中から募集した企画の中から選ばれた企画が番組化された。番組スタートから3ヶ月以内に視聴率10%を超えなかった場合、半年で打ち切りに、10%を超えら最長半年延長と決められていた。
しかし、3ヶ月以内に視聴率10%越えを達成したにもかかわらず、結局半年間で打ち切られた。残り半年は、同じ制作スタッフで引き続きケイン・コスギを司会にした『パワーバンク』へと企画変更を行った。

## 出演者
- ケイン・コスギ
- 小池栄子
- ビビる
- 小野寺麻衣（当時：日本テレビアナウンサー）
- 杉上佐智枝（日本テレビアナウンサー）

## スタッフ
- 総合演出：首藤由紀子
- 構成：そーたに、海老克哉、堀江利幸、近藤祐次、三田卓人
- ディレクター：内田功、川勝茂、小野剛寛、石塚郁洋、依知川弥生、永島雅也、小川剛、笠原裕、氣賀澤隆、水口智就、
- プロデューサー：加藤孝司、中島小恵里

| 日本テレビ 日曜午後1:00 | 日本テレビ 日曜午後1:00 | 日本テレビ 日曜午後1:00 |
| 前番組                  | 番組名                  | 次番組                  |
| ----------------------- | ----------------------- | ----------------------- |
| とりあえずイイ感じ。    | 日本のミカタ            | 巨人中毒                |

| スタブアイコン | サブスタブ | この項目は、まだ閲覧者の調べものの参照としては役立たない、テレビ番組に関連した書きかけの項目です。この項目を加筆・訂正などしてくださる協力者を求めています（P:テレビ/PJ:放送または配信の番組）。 |